# Ah Young
Cho Ja-young (hangul: 조자영; Seúl, 26 de mayo de 1991), más conocida por su nombre artístico Ah Young, es una cantante y actriz surcoreana, conocida por ser miembro del grupo femenino surcoreano Dal Shabet.

## Biografía
Asistió a la Universidad Dongduk para Mujeres con licenciatura en entretenimiento.

## Carrera

### 2011-2012: inicios
Debutó oficialmente con el sencillo Supa Dupa Diva de Dal Shabet el 3 de enero de 2011.
El 28 de febrero de 2011, realizó un cameo junto a sus compañeras de grupo en el conocido drama de KBS, Dream High, como una estudiante de la Escuela secundaria Kirin. Junto con las miembros de Dal Shabet, posteriormente participó en la película Maravillosa Radio como el falso grupo de chicas "Corby girls".

### 2013–presente: actuación
El  9 de enero de 2013 se anunció su primera participación individual en el drama de KBS Ad Genius Lee Tae-baek. Encarnó a Gong Sun-hye, secretaria de la agencia de publicidad 'GRC'. Su personaje recibió atención de los medios por su excéntrica personalidad, así como su sentido único de la moda.
Se unió al elenco del drama histórico de la SBS Jang Ok jung, Viviendo por el Amor el 14 de marzo de 2013. interpretando el personaje recurrente de la Princesa Myeongan, quien es conocida por mostrar un lindo sentido del humor en todo el palacio.
El 22 de mayo de 2013 fue añadida al elenco de la película Sin Respiración. Interpretó el personaje de Se-Mi, una estudiante de secundaria que sueña con ser una cantante famosa. Sin Respiración fue su primera participación individual en la gran pantalla..
El 9 de septiembre de 2013, fue confirmada para unirse al elenco de la película 58 – El Año del Perro con el personaje de Geum Hong. La película fue estrenada en 2014.
En noviembre de 2013, obtuvo su primer papel protagónico en el web drama de Naver TV algún día, interpretando al personaje de Lee Ji-eun.
Se reveló el 13 de junio de 2014 que había sido elegida para integrarse al elenco del drama de la MBC El guardián de la noche con el personaje recurrente de Hong Cho-hee.
En noviembre de 2014 se informó que sería la protagonista del drama de MBC Frecuencia de Amor 37.2, interpretando el personaje de Jung Sun-hee.
En octubre de 2016  participó en el drama Our Gap-soon (SBS ), como la compañera de Gap-dol, Kim Young-ran.
En diciembre de 2017 se unió a la agencia SidusHQ después de que su contrato con Happy Face Entertainment terminó.
Con el cambio de agencia, su futuro trabajo con Dal Shabet permanece en discusión.

## Filmografía

### Películas
| Título                 | Año  | Papel                            | Notas                |
| ---------------------- | ---- | -------------------------------- | -------------------- |
| Wonderful Radio        | 2012 | Corby Girls (junto a Dal Shabet) | Personaje de reparto |
| No Breathing           | 2013 | Se-mi                            | Personaje de reparto |
| 58 The Year of the Dog | 2014 | Geum Hong                        | Personaje principal  |

### Series de televisión
| Título                       | Año       | Red   | Papel               | Notas                |
| ---------------------------- | --------- | ----- | ------------------- | -------------------- |
| Dream High                   | 2011      | KBS2  | Estudiante de Kirin | Invitada             |
| Ad Genius Lee Tae-baek       | 2013      | KBS2  | Gong Sun-hye        | Personaje recurrente |
| Jang Ok-jung, Living by Love | 2013      | SBS   | Princesa Myeongan   | Personaje recurrente |
| Someday                      | 2013      | Naver | Lee Ji-eun          | Personaje principal  |
| 12 Years Promise             | 2014      | JTBC  | Park Moo-hee        | personaje recurrente |
| The Night Watchman's Journal | 2014      | MBC   | Hong Cho-hee        | personaje recurrente |
| Love Frequency 37.2          | 2014      | MBC   | Jung Sun-hee        | Personaje principal  |
| Our Gap-soon                 | 2016–2017 | SBS   | Kim Young-ran       | Personaje recurrente |

## Discografía

### Banda sonora
| Año  | Canción        | Álbum       |
| ---- | -------------- | ----------- |
| 2013 | "Your Meaning" | Someday OST |

### Colaboraciones
| Año  | Canción   | Otro artista(s) |
| ---- | --------- | --------------- |
| 2013 | "Kuulkuk" | DIS BOYZ        |